# Екорше

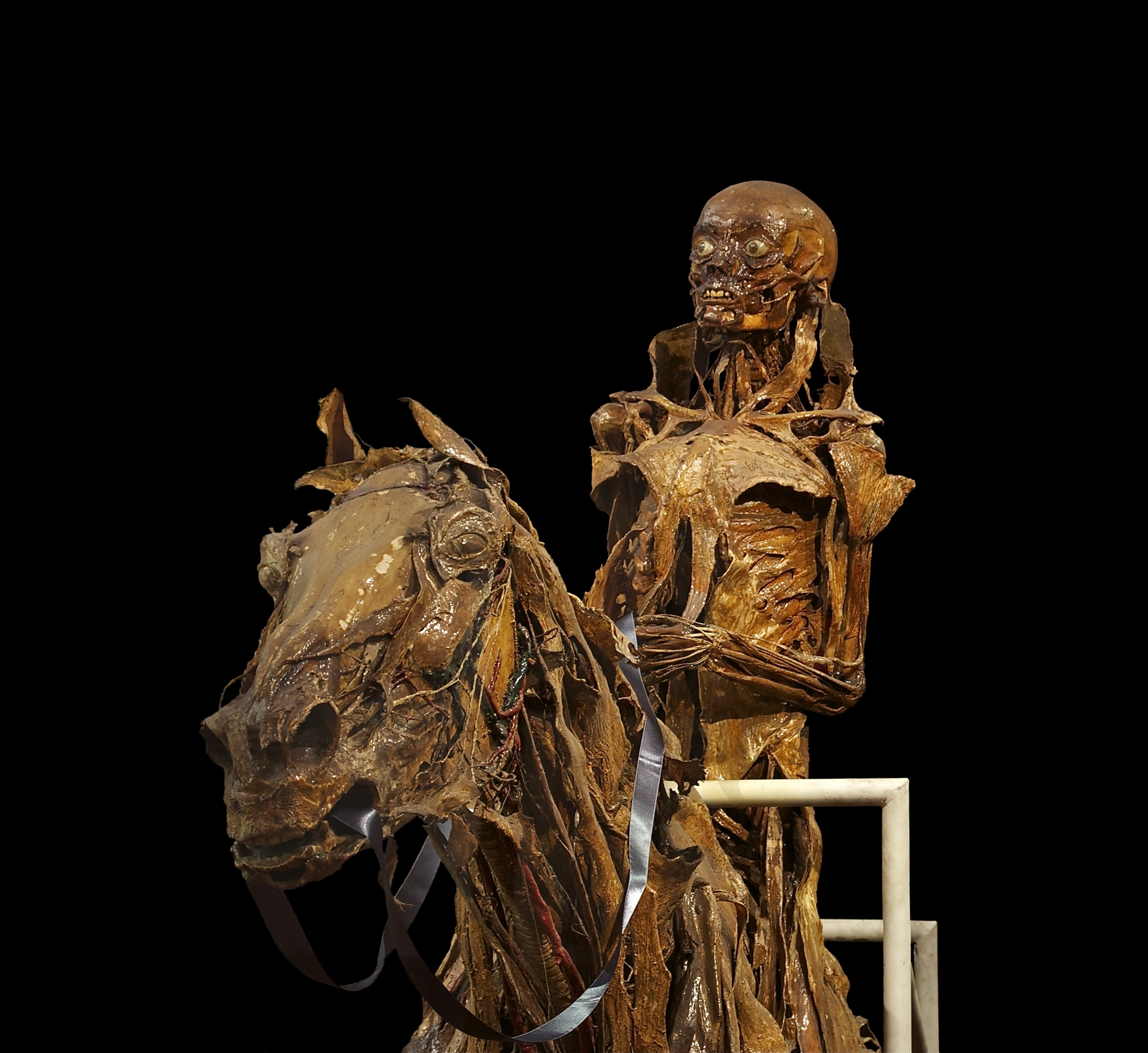
Анатомічне Екорше муміфікованих вершника і коня, виконане французьким анатомом Оноре Фрагонаром, Музей Фрагонара, Мезон-Альфор, Франція

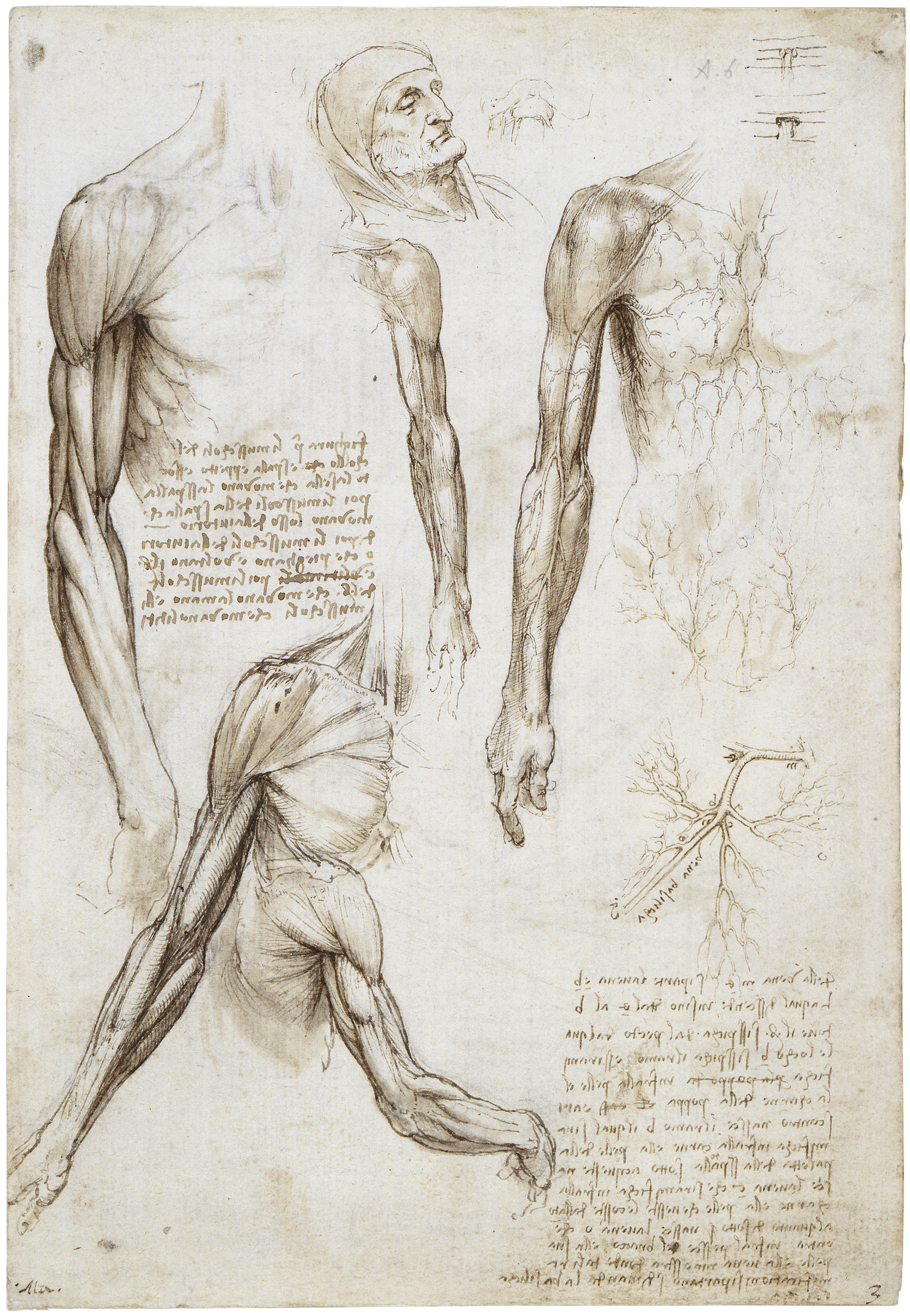
Малюнок-екорше Леонардо да Вінчі

Екорше́ (фр. écorché — «обдертий» від фр. écorce — «кора, шкірка») — в мистецтві, зображення людини або тварини, позбавлене шкірного покриву, з відкритими м'язами. Екорше, як анатомічна техніка — це препарати, в яких було вилучено шкіру, а м'язи, кістки та внутрішні органи було піддано процесу консервації.

## Мистецтво
Імовірно методи екорше використовувалися ще в давнину. Найраніше достовірне свідчення застосування екорше в образотворчому мистецтві належить до епохи Відродження. Архітектор Леон Баттіста Альберті рекомендує малювати фігури голих людей, починаючи з зображення кісток і м'язів, і лише потім малювати на них в шкіру. Збереглися малюнки послідовників Антоніо Поллайоло, які дають можливість зробити припущення, що він використовував техніку екорше. Леонардо да Вінчі використовував цю техніку у своїх ранніх ескізах тварин, зображаючи окремі їхні кінцівки. На цих ескізах він намагався якомога точніше передати м'язову структуру тіла (малюнки з Віндзорського замку № 12625, 19003, 19013, 19014).
Сам термін «екорше» вперше з'явився 1787 року в Словнику Французької Академії.

### Екорше Гудона
1766 року настоятель римської церкви Санта-Марія-дельї-Анджелі-е-деї-Мартірі обрав молодого скульптора Жана-Антуана Гудона для створення двох статуй: покровителя картузіанців святого Бруно і святого Іоанна Хрестителя. Ескіз для Іоанна Хрестителя Гудон виконав у вигляді анатомічної фігури, використавши знання, отримані ним у хірурга Сегюра, який вчив його анатомії на трупах в лікарні Святого Людовика. Екорше Гудона отримав високу оцінку як Сегюра і художників, так і шанувальників мистецтва. Скульптуру оголосили найкращою з усіх відомих анатомічних моделей. Директор Французької академії в Римі Шарль Натуар з дозволу Маркіза Мариньї (протектора Академії живопису, скульптури та архітектури) придбав гіпсовий зліпок з моделі.
Копії «Екорше» використовуються в європейських та американських художніх школах до теперішнього часу.

## Анатомія
Анатомічні препарати екорше застосовувалися для навчання в Школі ветеринарів в Мезон-Альфор, заснованій в 1765—1766 роках, та інших французьких навчальних закладах. Велику кількість препаратів екорше виконав перший директор ветеринарної школи в Мезон-Альфор, анатом Оноре Фрагонар.